# Kiss Me, Kiss Me, Kiss Me
Kiss Me, Kiss Me, Kiss Me es el séptimo álbum de estudio de la banda inglesa de rock alternativo, The Cure liderada por Robert Smith. Fue producido por Dave Allen y por el mismo Smith, y lanzado al mercado el 5 de mayo de 1987 inicialmente en formato de disco doble vinilo. En la versión del disco compacto se elude la canción «Hey You!», compilada incluida posteriormente en el recopilatorio Join The Dots.

## Composición
Kiss Me, Kiss Me, Kiss Me contuvo una cierta cantidad de erotismo tanto por la temática de sus canciones como por su concepción musical. El disco se mueve entre canciones dedicadas el amor más idílico e idealizado y otras al sexo salvaje y lleno de frenesí. Tema por tema se expresan todas las caras que tiene el amor, desde sus momentos más inocentes e ingenuos («The Perfect Girl», «One More Time»), su pasión más idílica («Catch», «Just Like Heaven») hasta sus consecuencias más devastadoras y destructivas («Torture», «Icing Sugar»). Robert Smith dijo en relación con el disco que la forma de componerlo fue resultado de las varias ideas que iban aportando los cinco integrantes de la banda, cada uno de forma independiente, y de ahí el resultado de que el disco parezca tan diverso.[cita requerida]

## Estilo

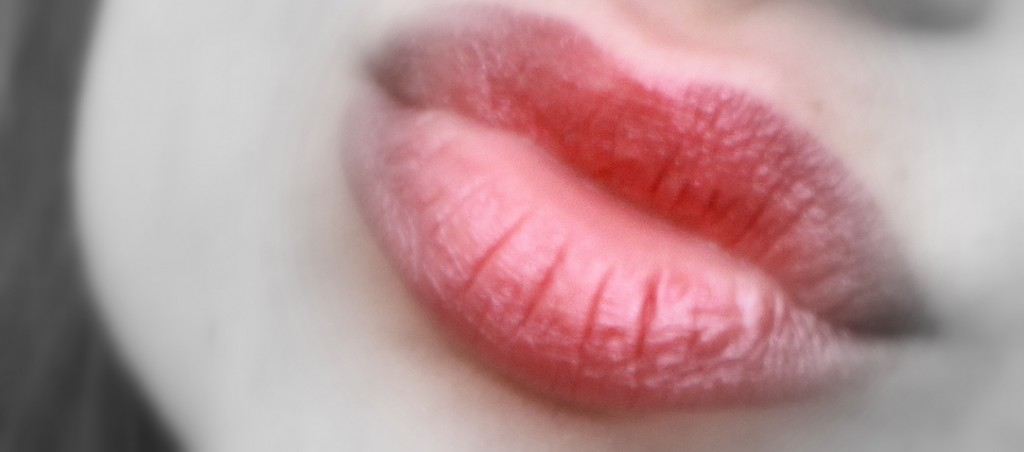
En la imagen, labios de mujer en forma de ósculo, similar en su composición al plano detalle de los labios de Robert Smith que ilustraban la portada del álbum.

El disco en sí pasa por una diversa cantidad de estilos en los que refleja los distintos estados de ánimo de Robert Smith pasando desde la furia descontrolada (temas como «The Kiss», «Fight», «Shiver and Shake», «Torture») canciones siniestras y sombrías («Like Cockatoos», «The Snakepit», «If Only Tonight We Could Sleep»), y temas más serenos y románticos (como «Catch», «Why Can't I Be You?» y «Hot Hot Hot!!!») fueron temas algo más pop destinados para las pistas de baile.[cita requerida]
Kiss me, Kiss Me, Kiss Me rescató la esencia de sus anteriores trabajos de The Cure como Pornography reinventándose a sí mismos y a su sonido, acercándose a momentos tanto de pop pluscuamperfecto («Just Like Heaven») como otros de estilo funk («Hot Hot Hot!!!»), clara herencia de un The Top revisitado y reinterpretado.[cita requerida]

## Gira
La gira de presentación del álbum se tituló The Kissing Tour y se realizó durante 1987 en dos mangas: una por Estados Unidos y Canadá, en donde tocaron en el Madison Square Garden de Nueva York, y la que hicieron por Europa donde volvieron a visitar España durante cuatro noches. Tres de ellas tocaron en el Palacio de los Deportes de Madrid y la última noche en el Pabellón la Casilla de Bilbao.
Esta información es incorrecta, sólo tocaron una noche en Madrid. las otras dos fueron en Barcelona y Valencia

## Recepción

### Crítica
Este álbum significó el despegue para la banda en el mercado americano, donde logró ventas significativas. Kiss Me, Kiss Me, Kiss Me es actualmente Disco de Platino certificado, al haber sobrepasado el millón de ventas sólo en Estados Unidos.[cita requerida] Además, el sencillo «Just Like Heaven» fue el primero del grupo en alcanzar el Top 40, y es una de las canciones más famosas del grupo.[cita requerida]
Pese a cosechar un gran éxito comercial y obtener un enorme impacto mundial, la crítica especializada del momento (NME, Q...) lo tildó de largo, denso e incoherente.[cita requerida]

### Posiciones y certificaciones
| Año  | Lista | Posición | Certificación    |
| ---- | ----- | -------- | ---------------- |
| 1987 | RU    | 6        | Disco de Oro     |
| 1987 | EUA   | 35       | Disco de Platino |
| 1987 | AUS   | 9        | —                |
| 1987 | AUT   | 4        | —                |
| 1987 | FRA   | 2        | Top 50           |
| 1987 | NZ    | 14       | —                |
| 1987 | SUE   | 13       | —                |
| 1987 | SUI   | 3        | —                |

## Remasterización de 2006
El álbum se reeditó el 14 de agosto de 2006, tras una remasterización como parte de las series Deluxe de la discográfica Universal. La versión Deluxe del disco incluyó una versión remasterizada del LP original en el primer CD, y una colección de demos y canciones en vivo en el segundo.

## Listado de canciones

### Edición original 1987
| N.º | Título                                    | Duración |  |
| 1.  | «The Kiss»                                | 6:17     |  |
| 2.  | «Catch»                                   | 2:42     |  |
| 3.  | «Torture»                                 | 4:13     |  |
| 4.  | «If Only Tonight We Could Sleep»          | 4:50     |  |
| 5.  | «Why Can't I Be You?»                     | 3:11     |  |
| 6.  | «How Beautiful You Are»                   | 5:10     |  |
| 7.  | «Snakepit»                                | 6:56     |  |
| 8.  | «Hey You!» (NO incluida en el formato CD) | 2:22     |  |
| 9.  | «Just Like Heaven»                        | 3:30     |  |
| 10. | «All I Want»                              | 5:18     |  |
| 11. | «Hot Hot Hot!!!»                          | 3:32     |  |
| 12. | «One More Time»                           | 4:29     |  |
| 13. | «Like Cockatoos»                          | 3:38     |  |
| 14. | «Icing Sugar»                             | 3:48     |  |
| 15. | «The Perfect Girl»                        | 2:34     |  |
| 16. | «A Thousand Hours»                        | 3:21     |  |
| 17. | «Shiver and Shake»                        | 3:26     |  |
| 18. | «Fight»                                   | 4:27     |  |

- Música compuesta por The Cure: (Smith/Gallup/Williams/Thompson/Tolhurst).
- Letras escritas por Robert Smith.

### Edición Remasterizada 2006
| Kiss Me, Kiss Me, Kiss Me - Edición Deluxe 2CD |                                  |          |  |
| N.º                                            | Título                           | Duración |  |
| 1.                                             | «The Kiss»                       | 6:17     |  |
| 2.                                             | «Catch»                          | 2:42     |  |
| 3.                                             | «Torture»                        | 4:13     |  |
| 4.                                             | «If Only Tonight We Could Sleep» | 4:50     |  |
| 5.                                             | «Why Can't I Be You?»            | 3:11     |  |
| 6.                                             | «How Beautiful You Are...»       | 5:10     |  |
| 7.                                             | «Snakepit»                       | 6:56     |  |
| 8.                                             | «Hey You!»                       | 2:22     |  |
| 9.                                             | «Just Like Heaven»               | 3:30     |  |
| 10.                                            | «All I Want»                     | 5:18     |  |
| 11.                                            | «Hot Hot Hot!!!»                 | 3:32     |  |
| 12.                                            | «One More Time»                  | 4:29     |  |
| 13.                                            | «Like Cockatoos»                 | 3:38     |  |
| 14.                                            | «Icing Sugar»                    | 3:48     |  |
| 15.                                            | «The Perfect Girl»               | 2:34     |  |
| 16.                                            | «A Thousand Hours»               | 3:21     |  |
| 17.                                            | «Shiver and Shake»               | 3:26     |  |
| 18.                                            | «Fight»                          | 4:27     |  |

| Rarezas 1986-87 |                                                                                       |          |  |
| N.º             | Título                                                                                | Duración |  |
| 1.              | «The Kiss» (demo inédita casera de Robert Smith 3/86)                                 | 3:40     |  |
| 2.              | «The Perfect Girl» (demo inédita de estudio instrumental 6/86)                        | 3:26     |  |
| 3.              | «Like Cockatoos» (demo inédita de estudio instrumental 6/86)                          | 2:11     |  |
| 4.              | «All I Want» (demo inédita de estudio instrumental 6/86)                              | 3:33     |  |
| 5.              | «Hot Hot Hot!!!» (demo inédita de estudio instrumental 6/86)                          | 3:49     |  |
| 6.              | «Shiver and Shake» (demo inédita de estudio instrumental 8/86)                        | 2:55     |  |
| 7.              | «If Only Tonight We Could Sleep» (demo inédita de estudio instrumental 8/86)          | 3:16     |  |
| 8.              | «Just Like Heaven» (demo inédita de estudio instrumental 8/86)                        | 3:26     |  |
| 9.              | «Hey You!» (demo inédita de estudio instrumental 8/86)                                | 2:32     |  |
| 10.             | «A Thousand Hours» (mezcla bruta de estudio 10/86)                                    | 3:27     |  |
| 11.             | «Icing Sugar» (mezcla bruta de estudio 10/86)                                         | 3:20     |  |
| 12.             | «One More Time» (mezcla bruta de estudio 10/86)                                       | 4:36     |  |
| 13.             | «How Beautiful You Are» (versión en vivo "pirata" en County Bowl Santa Barbara, 7/87) | 5:22     |  |
| 14.             | «The Snakepit» (versión en vivo "pirata" en County Bowl Santa Barbara, 7/87)          | 7:30     |  |
| 15.             | «Catch» (versión en vivo "pirata" en NEC Birmingham, 12/87)                           | 2:32     |  |
| 16.             | «Torture» (versión en vivo "pirata" en NEC Birmingham, 12/87)                         | 4:04     |  |
| 17.             | «Fight» (versión en vivo 'pirata' en Bercy Paris, 12/87)                              | 4:30     |  |
| 18.             | «Why Can't I Be You?» (versión en vivo 'pirata' en Wembley Arena, 7/87)               | 7:43     |  |

## Sencillos y caras B
| N.º | Título                                                            | Duración |  |
| 1.  | «Why Can't I Be You?» (publicado el 14 de abril de 1987)          | 3:11     |  |
| 2.  | «A Japanese Dream» (lado B de Why Can't I Be You?)                | 3:29     |  |
| 3.  | «Catch» (publicado el 16 de junio de 1987)                        | 2:42     |  |
| 4.  | «Breathe» (lado B de Catch)                                       | 4:48     |  |
| 5.  | «A Chain of Flowers» (lado B extra de la versión 12" de Catch)    | 4:55     |  |
| 6.  | «Just Like Heaven» (publicado el 20 de octubre de 1987)           | 3:30     |  |
| 7.  | «Snow in Summer» (lado B de Just Like Heaven)                     | 3:27     |  |
| 8.  | «Sugar Girl» (lado B extra de la versión 12" de Just Like Heaven) | 3:15     |  |
| 9.  | «Hot Hot Hot!!!» (publicado el 9 de febrero de 1988)              | 3:32     |  |
| 10. | «Hey You!!! (Extended Mix)» (lado B de Hot Hot Hot!!!)            | 4:08     |  |

## Créditos
| The Cure - Robert Smith - (Líder) Voz, Guitarra - Simon Gallup - Bajo - Porl Thompson - Guitarra, Teclados - Boris Williams - Batería - Laurence Tolhurst - Teclados, Caja de ritmos - Roger O'Donnell - Teclados (en vivo) Músico de sesión - Andrew Brennen - Saxofón | Producción - Producción: Dave Allen, Robert Smith - Grabado en: Compass Point Studios, Estudios Miraval, ICP Recording Studios - Publicado por: APB Music Ltd. - Ingeniero: Dave M. Allen - Asistentes de grabación: Jacques Hermet (de Miraval), Sean Burrows (de Compass Point Studios) y Michel Diercks (de ICP Recording Studios) - Mezclas por: Bob Clearmountain - Cubierta: Parched Art (Porl Thompson y Andy Vella) - Agradecimientos a: Andrew Brennen (de Nassau) por los saxofones de Icing Sugar |